# トニー・ブリットン
トニー・ブリットン（Tony Britton、1924年6月9日 - 2019年12月22日）は、イギリスの映画及びテレビ俳優。本名はアンソニー・エドワード・ラウリー・ブリットン(Anthony Edward Lowry Britton)で、バーミンガムの出身。

## 略歴
1950年代から多数の英国映画に出演するとともに、『血の日曜日事件』(1971年)や『ジャッカルの日』(1973年）のような古典を題材にした公演も劇団「ロイヤル・シェイクスピア・カンパニー」とともにおこなった。1983年から1990年までBBCの人気ホームコメディ番組「Don't Wait Up（en:Don't Wait Up）」にナイジェル・ヘイヴァースやダイナ・シェリダンと出演し、人気を博した。
2019年12月22日、死去。95歳没。